# Мэнникс, Дэниел Пратт
Дэ́ниел Пратт Мэ́нникс (англ. Daniel Pratt Mannix IV) (27 октября 1911 — 29 января 1997) — писатель и журналист, родившийся в США, штат Пенсильвания. Наиболее известной работой которого является роман 1967 года «Лис и охотничий пёс», который был положен в основу одноимённого мультфильма кинокомпании «Walt Disney Pictures».

## Биография
Его работы были посвящены различной тематике: истории о животных для детей, книги об охоте, а также посвященные серьёзным темам (которые и принесли ему популярность) — как, например, биография Алистера Кроули, лондонского Клуба Адского Огня, история пыток и игры древнего Рима.
Согласно книге Мартина Уинклера (Martin M. Winkler) «Гладиатор: фильм и история», книга Мэнникса «Those about to Die» (переиздана в 2001 году под названием «Путь гладиатора» (англ. The Way of the Gladiator) послужила вдохновением для сценариста Дэвида Франзони фильма «Гладиатор».
Карьера Мэнникса включает в себя время, проведённое в качестве шпагоглотателя и факира в цирке, которое описывается в его докладе «Step Right Up» (также известном как «Воспоминания шпагоглотателя» (англ. Memoirs of Sword Swallower), охотника и ловца животных для зоопарков и цирков).
Во время Второй мировой войны он служил военно-морским лейтенантом в фотонаучной лаборатории в Вашингтоне, округ Колумбия.
Книга «Those About to Die» стала основой для исторического сериала, разрабатываемого Peacock.